# Enclavadura

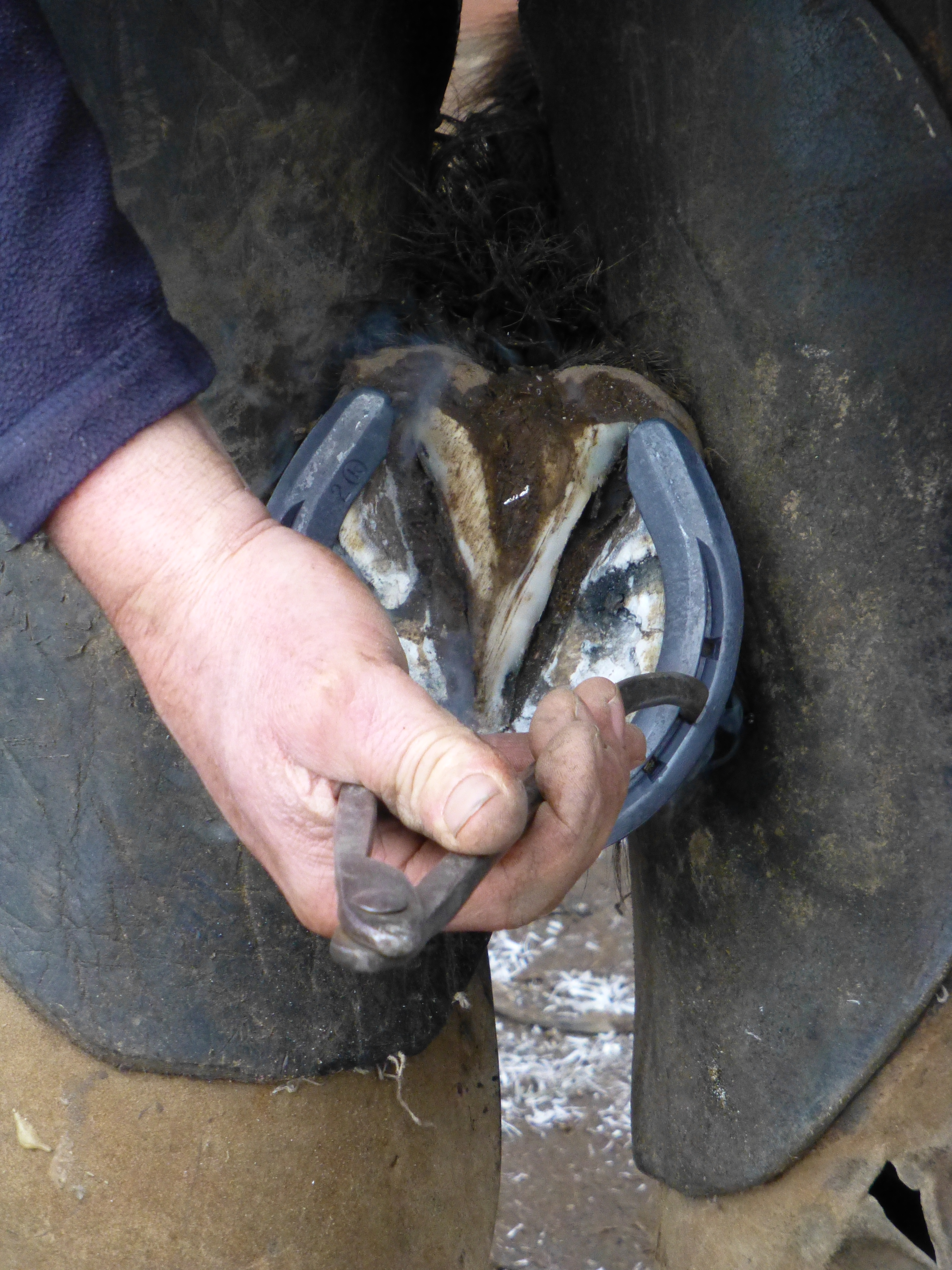
Herraje del caballo

La enclavadura o clavadura es una herida hecha en el pie del caballo, cuando el herrero, en lugar de atravesar la tapa del casco con los clavos destinados a asegurar la herradura, los introduce en la carne viva.
La enclavadura no difiere de la picadura sino en que en la primera introduce y deja el mariscal el clavo en el pie, y en la otra lo saca al instante; pero ambos accidentes provienen de la misma causa.

## Síntomas
El caballo enclavado cojea siempre. Pero para poder conocer cual es el clavo que hiere la carne viva es necesario tocarlos todos con el martillejo y observar los movimientos que hace el animal a cada golpe. No es esta práctica muy segura, pues vemos caballos que por miedo o por sorpresa hacen a cada martillazo movimientos que podrían engañar a cualquier herrador poco práctico. El medio más seguro consiste en quitar la herradura y blanquear el casco, sondearlo después con las tenazas, apoyando una de sus bocas en la palma, inmediato a la entrada de los clavos y la otra boca en la tapa por donde han salido estos, y donde se han redoblado: entonces a la presión de las tenazas el animal se resiente especialmente, cuando se oprime el lugar de la enclavadura, todo lo cual al paso que descubre la parte lastimada, hará conocer cuál era el clavo que hacía mal.

## Tratamiento
Cuando se advierte que el caballo está enclavado es necesario sacar el clavo inmediatamente y aunque salga sangre no hay que temer, pues el mal entonces es tan ligero, que se cura por sí solo muchas veces, sin necesidad de remedio alguno. Pero si la enclavadura no se echa de ver hasta después de algunos días y si se ha formado pus por la permanencia del clavo en la carne, es necesario quitar al punto la herradura, hacer una incisión profunda entre la palma y la tapa, con una legra o con el gavilán del pujavante, penetrar hasta lo vivo de la sustancia o carne acanalada y curar la herida. Sucede a veces que la materia sube a la corona y la desara, y en este caso es necesario no impedir la salida del pus por esta parte. En caso contrario, se queda dentro del casco, trabaja por dentro, se difunde y produce estragos que hacen la enfermedad dilatada y difícil de curar. Se debe por el contrario ayudar la salida del pus por la parte de la corona.
Si se encuentra algún pedazo de clavo en el lugar lastimado, se deberá sacar y curar después la herida. Se puede también haber picado con el clavo el hueso tejuelo, lo cual se conoce fácilmente por la materia que sale con abundancia por el agujero y mucho mejor aun introduciendo la tienta. En este caso es necesario despalmar al caballo para descubrir el sitio del mal y que salga la astilla. La experiencia ha hecho ver que este es el medio más seguro y más rápido, principalmente si el mal afecta enteramente la palma. 
Cuando la enclavadura está en los talones y la materia, por haberse detenido allí, ha dañado el cartílago o ternilla, es indispensable extirpar la parte afectada haciendo una operación. Cuando el herrero estando herrando al animal percibe que algún clavo le ofende y se lo quita inmediatamente, eche o no sangre, se llama un saca y mete; si el animal cojea después de herrado, no por haberlo enclavado sino porque la tabla gruesa de algún clavo le oprime la carne acanalada, se llama clavo arrimado. En uno y otro caso conviene sacar el clavo inmediatamente y en seguida, tratar el casco sin quitar la herradura. Uno de los signos que manifiestan casi con evidencia cuál es el clavo que ofende es el calor del casco en el sitio donde está el clavo. Si cojease el animal pasados algunos días después de herrado de modo que al advertirlo hubiese pus en la enclavadura, lo que se advertirá por el sentimiento que haga el animal a la presión de las tenazas, por el calor de la parte y muchas veces por el pus que sale porta solución del clavo, es necesario quitar todo lo que haya solapado la materia y curar la úlcera, como queda dicho. Si el pus es negro y no hay mucho dolor se herrará al animal inmediatamente pues entre todos los vendajes ninguno hay mejor para los cascos que la herradura y encima se aplicarán los tratamientos convenientes. El pus blanco en las enfermedades del casco nunca es tan bueno como el negro.